# Пёрди, Эми
Эми Пёрди (англ. Amy Purdy, род. 7 ноября 1979, Лас-Вегас, Невада) — американская актриса, модель и пара-сноубордистка, выступающая в сноуборд-кроссе в категории SB (стоячих спортсменов). Серебряный призёр чемпионата мира по пара-сноуборду.

## Биография
Эми Пёрди родилась 8 ноября 1979 года в Лас-Вегасе, Невада. Эми росла очень активной девочкой, занималась спортом, мечтала стать королевой красоты.
В возрасте 19 лет после 24-часового недомогания, похожего на обычный грипп, была доставлена в больницу в состоянии септического шока. На пути в больницу у неё произошёл отказ сразу нескольких органов и развился ДВС-синдром (диссеминированное внутрисосудистое свертывание крови), приведший к прекращению нормальной подачи крови к ступням, кистям рук, носу, ушам, почкам и послуживший причиной кровоизлияний в легких и надпочечниках. Чудесным образом сердце и мозг не пострадали. После 32 переливаний крови и удаления селезёнки врачи диагностировали бактериальный менингит. Эми находилась в искусственной коме более трёх недель, врачи давали ей на выживание два шанса из ста. Из-за нарушения циркуляции крови врачи не смогли спасти ноги ниже колена и они были ампутированы. По счастью, в других конечностях циркуляция восстановилась и удалось избежать их ампутации. Спустя год, ровно через неделю после своего 21-го дня рождения, Эми перенесла операцию по трансплантации почки, взятой у её отца. Друзья Эми дали ей прозвище Lucky (с англ. «Везучая»).
Спустя 7 месяцев Эми решила вернуться к тренировкам на сноуборде на протезах. А уже через год она заняла третье место на соревнованиях по пара-сноуборду в Мамоф-Маунтин. Впоследствии она получила грант от Фонда спортсменов с ограниченными возможностями (CAF). Благодаря этому гранту она смогла соревноваться в некоторых Чемпионатах США по сноуборду.
В 2003 году Пёрди была принята на работу в качестве представителя от Фонда спортсменов с ограниченными возможностями. Она переехала в Сан-Диего, чтобы быть ближе к штаб-квартире фонда. В Сан-Диего она продолжила работу в качестве массажиста. Также она начала карьеру в модельной и актёрской деятельности. В феврале 2003 года она сыграла модель в видеоклипе у Мадонны. В конце 2003 года Пёрди начала работать в организации «Свобода инноваций», являющейся производителем протезов ног, в качестве защитника инвалидов-ампутантов. Эми основала некоммерческую организацию «Адаптивный спорт», для лиц с ограниченными физическими возможностями, которые хотят принимать участие в соревнованиях активных видов спорта (сноубординг, скейтбординг, серфинг) или в искусстве и музыке.
В 2005 году состоялся кинодебют Эми Пёрди в фильме «What’s Bugging Seth» (реж. Эли Стил).
В 2012 году Пёрди и её партнёр Дэниел Гэйл участвовали в 21-м сезоне сериала «The Amazing Race». Они заняли 10-е место из 11 команд и были второй командой, исключённой в Сурабае, Индонезия. 16 декабря 2012 года Эми Пёрди и Гэри Парди Войнар высказались в поддержку контроля над огнестрельным оружием.
24 апреля 2013 года снялась в фотосессии «Road to Sochi», посвящённой Паралимпийским и Олимпийским играм 2014 в Сочи, организованной Олимпийским Комитетом США.
С 29 августа 2015 года Эми замужем за сноубордистом Дэниелом Гэйлом, с которым она встречалась 14 лет до их свадьбы.
В феврале 2019 года у неё образовался массивный тромб, который заставил её выбирать между спасением ноги или почек. В итоге она выбрала ногу, и врачи продолжают следить за состоянием её почки.

## Спортивная карьера
- 2 место на Чемпионате мира по пара-сноуборду 2012 в сноуборд-кроссе (класс SB);
- 2 место на этапе Кубка мира по пара-сноуборду (WSF) в сноуборд-кроссе (класс SB) на предпаралимпийской неделе в Сочи, Россия (6-7 марта, 2013 года)[12].